# Howard Gore
Howard Mason Gore, född 12 oktober 1887 i Harrison County, West Virginia, USA, död 20 juni 1947 i Clarksburg, West Virginia, var en amerikansk republikansk politiker.
Han tjänstgjorde som USA:s jordbruksminister 1924-1925 under president Calvin Coolidge. Han utnämndes till ämbetet efter att Henry Cantwell Wallace hade avlidit och lämnade ämbetet när han blev guvernör i West Virginia. Han var delstaten West Virginias 17:e guvernör 1925-1929.